# Saix
Saix (IPA: /sæʃ/), en castellà i oficialment Sax (IPA: /sæːʰ/, evolució a partir de la pronúncia antiga de /sæx/) és un municipi del País Valencià situat a la comarca de l'Alt Vinalopó. Les seues festes majors són les de moros i cristians, de l'1 al 5 de febrer, en honor de sant Blai. Altres festes celebrades són la de sant Sebastià (mitjans de gener), la Mare de Déu de l'Assumpció (patrona del poble, 15 d'agost) i la Mare de Déu dels Fruits (8 de setembre).

## Història

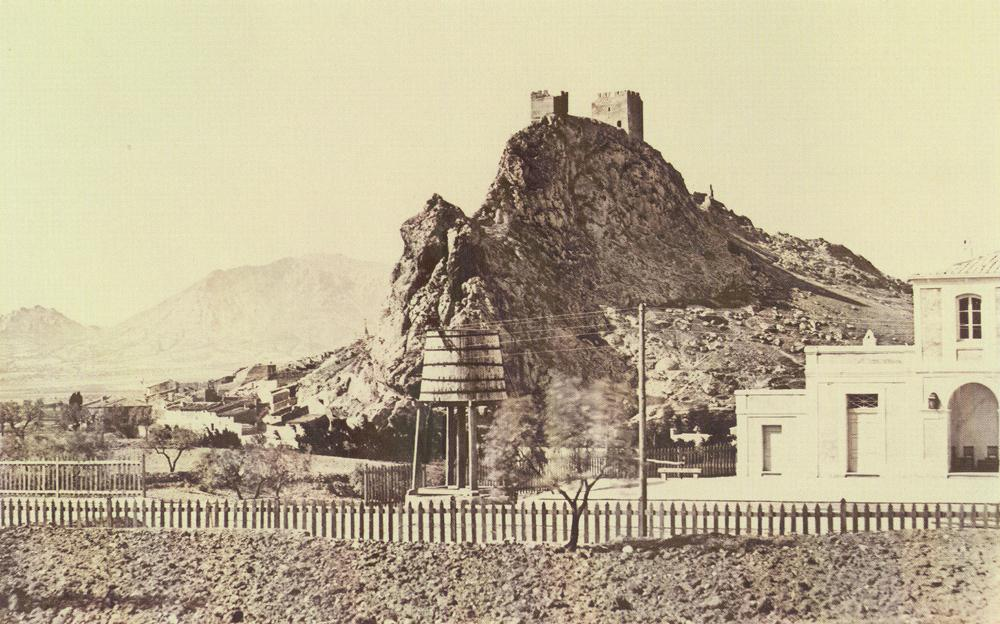
Saix el 1858.

Existeixen restes de poblament i troballes arqueològiques d'origen ibèric i romà. S'ha volgut identificar-la amb la Segisa de Tolomeu, que pertanyia a la regió dels bastetans. Després d'un primer atac fallit de Ramon Folch i Balasc d'Alagon el 1239; a finals del mateix any fou conquistada als musulmans per cavallers aragonesos de l'orde de Calatrava. A ran del tractat d'Almizra passà a dependre del regne de Castella, i el 1262 restà integrat en el senyoriu de Villena en poder de l'infant en Manel. A partir d'eixe moment la història de Saix quedarà lligada a la d'eixe senyoriu, convertit en marquesat el 1366. A la mort d'Enric de Villena, Saix, igual que tot el senyoriu es constituí com a domini de la família Pacheco el 1445, fins que els Reis Catòlics van reincorporar-lo a la Corona el 1480. Per proximitat geogràfica, el seu castell fou peça important en 1707 durant la batalla d'Almansa, ja que s'hi refugiaren els partidaris de la causa borbònica, que resistiren el setge dels austracistes, i que per això reberen de Felip d'Anjou els títols de vila i de "Muy Leal y Noble". Actualment el castell està restaurat i alberga un Museu Fester, dedicat a les celebracions de Moros i cristians, que s'hi celebren el dia de sant Blai. Abans de pertànyer a la província d'Alacant (1836), depenia de la d'Albacete.

## Demografia i economia
La seua població va passar de 2.856 habitants (saixencs) el 1860 a 4.403 el 1910 i va arribar els 9.399 habitants en el cens de 2005. Ha experimentat des de mitjans del segle xx un procés d'industrialització fort, centrat en sectors com la fusta, fabricació de mobles, materials de construcció i sobretot la confecció de persianes i calçat, que ho han convertit en una ciutat de caràcter més industrial que agrícola.
El seu terme és de 63,5 km², amb una densitat de població de 148,01 hab/km². Un 6,00% de la seva població és de nacionalitat estrangera, sent el col·lectiu forà més important el de britànics (un 45,74% del total d'estrangers).
| Població | 2.952 | 4.099 | 4.582 | 4.403 | 3.852 | 4.196 | 3.795 | 4.055 | 4.664 | 5.655 | 7.307 | 8.257 | 8.570 | 9.399 | 9.577 | 9.716 |

## Política i govern

### Composició de la Corporació Municipal
El Ple de l'Ajuntament està format per 13 regidors. En les eleccions municipals de 26 de maig de 2019 foren elegits 5 regidors del Partit Popular (PP), 4 del Partit Socialista del País Valencià (PSPV-PSOE), 2 de Sax Importa (SI) i 2 de l'Agrupació d'Electors 03630 (03630).
| Eleccions municipals de 26 de maig de 2019 - Saix |                                          |                                     |                                     |        |          |          |
| Candidatura | Candidatura                              | Candidatura                         | Cap de llista                       | Vots   | Vots     | Regidors |
| | Partit Popular                           |                                     | Laura Estevan Antolín               | 1.769  | 35,34%   | 5 (+1)   |
| | Partit Socialista del País Valencià-PSOE |                                     | Juan José Herrero Rico              | 1.325  | 26,47%   | 4 ()     |
| | Sax Importa                              |                                     | José María Espí Navarro             | 868    | 17,34%   | 2 (-2)   |
| | Agrupació d'Electors 03630               |                                     | Manuel Gómez Cano                   | 865    | 17,28%   | 2 (+2)   |
| | Altres candidatures                      |                                     |                                     | 95     | 1,90%    | 0 ( -1)  |
| | Vots en blanc                            |                                     |                                     | 84     | 1,68%    |          |
| Total vots vàlids i regidors | Total vots vàlids i regidors             | Total vots vàlids i regidors        | Total vots vàlids i regidors        | 5.006  | 100 %    | 13       |
| | Vots nuls                                | Vots nuls                           | Vots nuls                           | 49     | 0,97%    |          |
| Participació (vots vàlids més nuls) | Participació (vots vàlids més nuls)      | Participació (vots vàlids més nuls) | Participació (vots vàlids més nuls) | 5.055  | 66,06%** |          |
| Abstenció | Abstenció                                | Abstenció                           | Abstenció                           | 2.597* | 33,94%** |          |
| Total cens electoral | Total cens electoral                     | Total cens electoral                | Total cens electoral                | 7.652* | 100 %**  |          |
| Alcaldessa: Laura Estevan Antolín (PP) (15/06/2019) Per ser la llista més votada, després de no haver obtingut majoria absoluta dels regidors (5 de PP) |                                          |                                     |                                     |        |          |          |
| Fonts: JEC, JEZ Villena. M. Interior, Periòdic Ara. (* No són vots sinó electors. ** Percentatge respecte del cens electoral.)                          |                                          |                                     |                                     |        |          |          |

### Alcaldes
Des de 2019 l'alcaldessa de Saix és Laura Estevan Antolín (PP).
| Període                       | Alcalde o alcaldessa                           | Partit polític | Data de possessió     | Observacions         |
| ----------------------------- | ---------------------------------------------- | -------------- | --------------------- | -------------------- |
| 1979–1983                     | Ramón Hurtado Hernández                        | PSPV-PSOE      | 19/04/1979            | --                   |
| 1983–1987                     | Pedro Barceló Pla                              | PSPV-PSOE      | 28/05/1983            | --                   |
| 1987–1991                     | Pedro Barceló Pla                              | PSPV-PSOE      | 30/06/1987            | --                   |
| 1991–1995                     | Juan Gil Martínez                              | EUPV           | 15/06/1991            | --                   |
| 1995–1999                     | María Frutos Barceló Latorre                   | PP             | 17/06/1995            | --                   |
| 1999–2003                     | María Frutos Barceló Latorre                   | PP             | 03/07/1999            | --                   |
| 2003–2007                     | Ana Barceló Chico                              | PSPV-PSOE      | 14/06/2003            | --                   |
| 2007–2011                     | Ana Barceló Chico                              | PSPV-PSOE      | 16/06/2007            | --                   |
| 2011–2015                     | Vicente Gil Sauco                              | PP             | 11/06/2011            | --                   |
| 2015–2019                     | Jose María Espí Navarro Juan José Herrero Rico | SI PSPV-PSOE   | 13/06/2015 10/06/2017 | Pacte govern SI+PSPV |
| 2019-2023                     | Laura Estevan Antolín                          | PP             | 15/06/2019            | --                   |
| Des de 2023                   | n/d                                            | n/d            | 17/06/2023            | --                   |
| Fonts: Generalitat Valenciana |                                                |                |                       |                      |

## Monuments d'interés

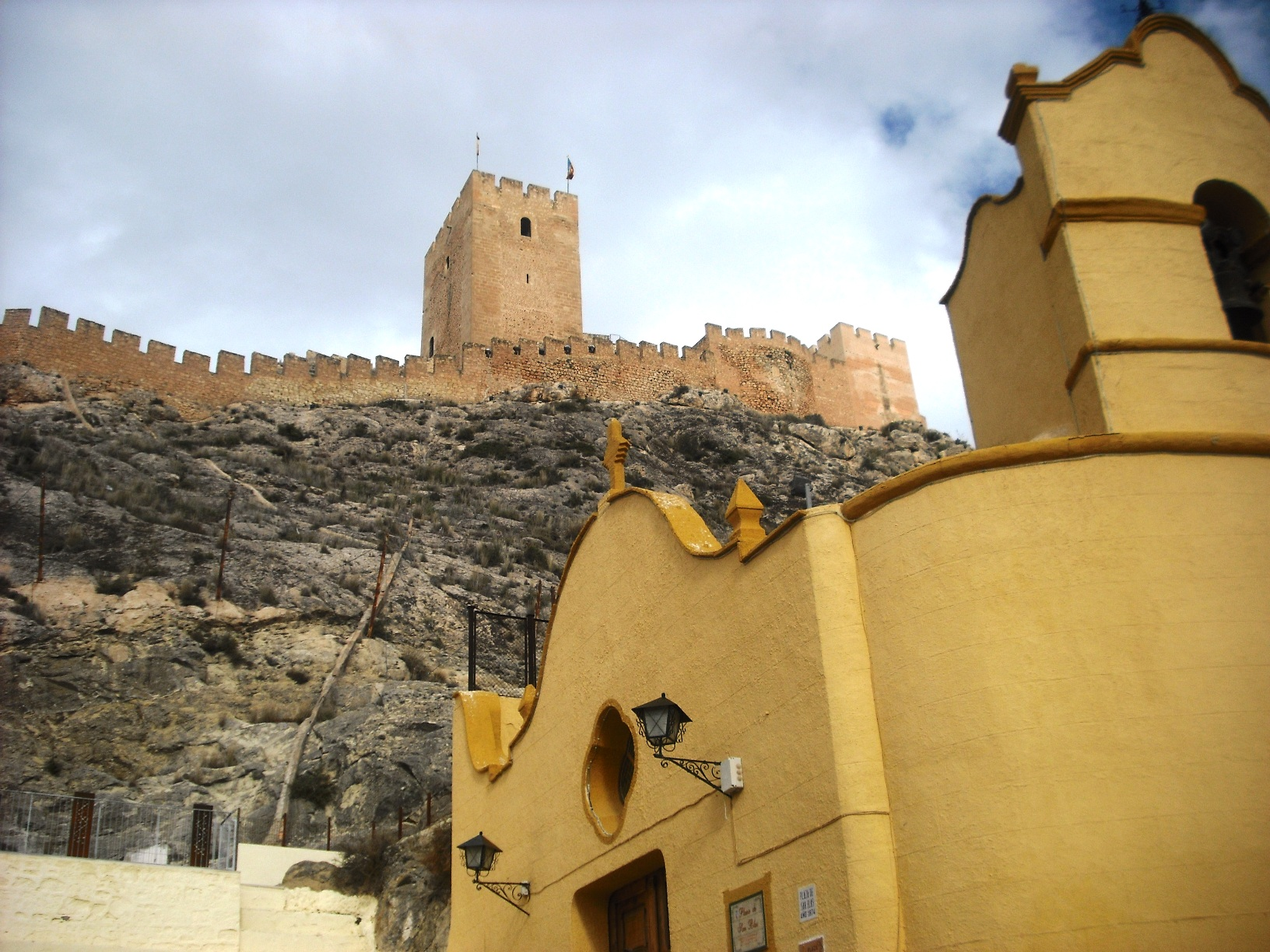
Castell de Saix i ermita de Sant Blai.

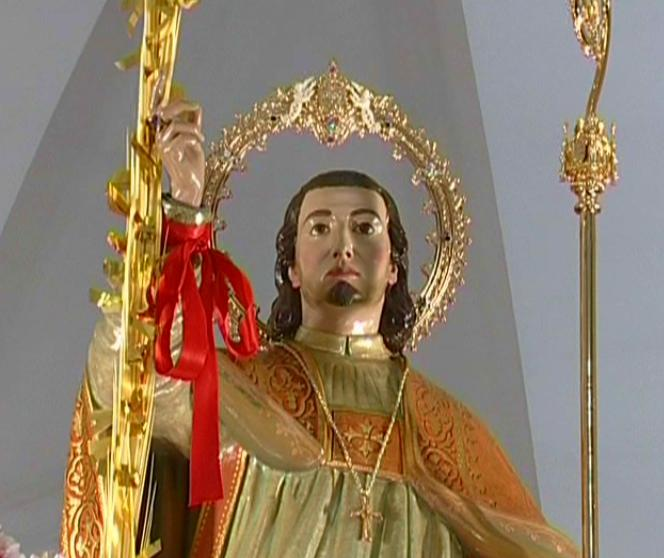
Sant Blai, patró de la vila.

- Castell de Saix: És una de les tres grans fortaleses de la comarca, junt amb els castells de Villena i el de Biar. Formava part de la línia defensiva de fortificacions de la zona des d'època musulmana. Bàsicament es compon de dues grans torres cúbiques unides per llenços de muralla emmerletats. La base d'una de les torres és possiblement romana, i l'altra, considerada com la de l'homenatge, és musulmana del segle xii, encara que els seus fonaments són del X.[10]

- Església de l'Assumpció: És un temple de nau única i amb forma de creu llatina, construït en el segle xvi. D'eixa època destaquen alguns elements tardogòtics, com ara la volta de creueria que cobreix la nau. En el segle xviii se li afegí un revestiment classicista amb la construcció d'una galeria superior, altars per a les capelles i també les capelles dedicades a la Comunió i del Pilar. Dins d'eixa mescla d'estils, la portada més interessant és la nord, d'estil renaixentista i que remet a la veïna església de Sant Jaume de Villena.[11]
- Casa Fnek:[12] És un museu d'art contemporani i modernista d'àmbit públic i familiar. El projecte es localitza en mig dels camps de Saix, en una casa abandonada allunyada del poble.

## Personatges cèlebres
- Alberto Sols García (1917-1989), bioquímic, gran especialista en la biologia molecular.